# 우주 패트롤 루루코
《우주 패트롤 루루코》(宇宙パトロールルル子 우추 파토로루 루루코[*])는 일본의 TV 애니메이션이다. 2016년 4월부터 울트라 슈퍼 애니 타임 시간대에서 방송 중이다. 트리거 설립 5주년 기념 작품이다.

## 스토리
은하 지정 우주 이민 지구 오기쿠보에 살고 있는 루루코는 함께 사는 아버지가 우주 패트롤 대원이라는 것을 제외하고는 매우 평범한 여자 중학생이었다.
어느 날 아버지가 갑자기 얼어 버려서 루루코는 아버지의 직장인 우주 패트롤 오기쿠보 지부를 찾아가는데, 오버 저스티스 본부장이 루루코를 우주 패트롤 대원으로 임명하였다.
그리하여 루루코는 학업과 연애를 병행하면서 우주 패트롤 대원으로서 우주 범죄자로부터 오기쿠보를 지키기 위하여 분주한 나날을 보내게 된다.

## 등장인물
루루코(ルル子 루루코[*])
성우 - 마오
이 작품의 주인공. 은하 지정 우주 이민 지구 오기쿠보에서 아버지와 둘이서 지내는 여자 중학생. 별 모양의 머리 장식을 하고 있다.
알파오메가 노바(AΩ・ノヴァ 아루후아오메가 노우아[*])
성우 - 에노키 쥰야
루루코가 다니는 학교로 전학 온 외계인.
미도리(ミドリ 미도리[*])
성우 - 신타니 마유미
오기쿠보에 살고 있는 여자 중학생으로, 외계인과의 혼혈. 머리 부분에 눈알이 붙어 있는 일이 잦다.
오버 저스티스 본부장(オーバージャスティス本部長 오바 자스티스 혼부초[*])
성우 - 이나다 테츠
우주 패트롤 오기쿠보 지부의 본부장이며 루루코를 우주 패트롤로 임명한 장본인.
비서(秘書 히쇼[*])
우주 패트롤 오기쿠보 지부에서 오버 저스티스의 비서로 일하고 있는 파견 사원.
케이지(ケイジ 게이지[*])
성우 - 이와타 미츠오
루루코의 아버지인 우주 패트롤 대원.

## 배경
오기쿠보(OGIKUBO 오기쿠보[*])
태양계 변두리에 있는 우주 이민 특구. 20년 전부터 지구 밖에서의 이민을 받아들인 결과, 치안이 나빠졌고 우주 편차치도 제일 낮다.

## 스태프
- 원작 - 트리거, 이마이시 히로유키
- 감독 겸 시리즈 구성 - 이마이시 히로유키
- 제2 감독 - 아메미야 아키라
- 크리에이티브 디렉터 - 와카바야시 히로미
- 캐릭터 디자인 - 마고, 요시가키 유스케
- 저스티스 디자인 - 코야마 시게토
- 이펙트 아티스트 - 요시나리 요
- 디자인 워크스 - 노나카 아이
- 총작화 감독 - 요시가키 유스케, 한다 슈헤이
- 미술 감독 - 코바야시 히로야스
- 미술 - 카라 디지털부
- 색채 설계 - 코야마 토모코, 코마츠 아리사
- 촬영 감독 - 토니시 유코
- 촬영 - 산지겐
- 편집 - 하세가와 마이
- 음향 감독 - 우라카리 유키
- 음악 - 스에히로 켄이치로
- 음악 제작 - 플라잉도그
- 음악 프로듀서 - 사사키 시로, 와카바야시 히로미
- 치프 프로듀서 - 우사 요시키
- 프로듀서 - 사와노 마유미, 미나미 켄, 사이타 히데유키, 아베 코지, 이소가이 노리토모, 스즈키 히로나오
- 애니메이션 프로듀서 - 마스모토 카즈야
- 애니메이션 제작 - 트리거
- 제작 - 우주 패트롤 루루코 제작 위원회 ☆彡(굿 스마일 컴퍼니, 플라잉 도그, 크런치롤, 비리비리, AT-X, 울트라 슈퍼 픽처스)

## 주제가
오프닝 곡 〈크라이맥스 완전 평일〉(CRYまっくすド平日 구라이맛쿠스 도헤이지쓰[*])
작사 - 후지와라 료, 타카하시 겐키 / 작곡 겸 노래 - 후리록큐 캇코카리
엔딩 곡 〈피포 패스워드〉(Pipo Password 피포 파스와도[*])
작사 - 봉주르 스즈키 / 작곡 - 테디로이드 / 노래 - 테디로이드 feat. 봉주르 스즈키

## 각 화 목록
| 화 수 | 원어 부제                                    | 번역 부제         | 각본              | 그림 콘티         | 연출              | 작화 감독     |
| ----- | -------------------------------------------- | ----------------- | ----------------- | ----------------- | ----------------- | ------------- |
| 제1화 | 私、普通の中学生 와타시 후쓰노 주가쿠세이[*] | 나, 평범한 중학생 | 이마이시 히로유키 | 이마이시 히로유키 | 오오시마 히로유키 | 한다 슈헤이   |
| 제2화 | 転校生が来た! 덴코세이가 기타[*]             | 전학생이 왔다!    | 아메미야 아키라   | 아메미야 아키라   | 오오시마 히로유키 | 혼다 케이이치 |
| 제3화 | 戦場教室 센조 교시쓰[*]                      | 전장 교실         | 아메미야 아키라   | 오오시마 히로유키 | 아카기 히로아키   | 혼다 케이이치 |